# Iriny Lopes
Iriny Nicolau Corres Lopes (Lavras, 12 de fevereiro de 1956) é uma política brasileira. Atualmente, é deputada estadual pelo PT na Assembleia Legislativa do Estado do Espírito Santo.

## Biografia
Filha de pai grego, passou sua infância em  Lima Duarte, Minas Gerais. Casou-se com Flávio Lopes, com quem teve três filhos: Flávia, Nicolas e Carolina, que é casada e mãe de Cristal e Ares. Ainda jovem Iriny mudou para o Espírito Santo com sua família
Foi uma das fundadoras do Partido dos Trabalhadores do Espírito Santo. Fez parte, desde 1984, da direção estadual, já tendo sido presidente por três mandatos e ocupando as secretarias de Formação Política, de Movimentos Populares, entre outras. Também integra, há muitos anos, o diretório nacional, tendo composto a executiva nacional por quatro vezes. Em 2010, tornou-se Secretária de Relações Internacionais do partido. Iriny Lopes é candidatada a deputada federal pelo PT no Estado do Espírito Santo.
Ela foi eleita com expressiva votação deputada federal, em 2002 e reeleita em 2006 e em 2010. Como parlamentar, integra a Comissão de Direitos Humanos da Câmara desde o início de seu primeiro mandato. Participou ainda da Comissão de Meio Ambiente, do Conselho de Ética da Câmara e da Comissão Mista que apurou evasão de divisas (a CPMI do Banestado). 
Integrou também no primeiro mandato o Conselho de Ética da Câmara e relatou o processo de que culminou com a cassação do mandato do deputado André Luiz, por tentativa de extorsão a um empresário carioca.
Iriny também relatou a Lei Maria da Penha na Comissão de Constituição e Justiça e foi autora do projeto já transformado em lei (conhecida como Laço Branco), que estabelece 6 de dezembro em Dia Nacional de Luta dos Homens pelo fim da Violência contra a Mulher. Também tendo por base projeto de lei da parlamentar de 2004, foi instituída a lei que implanta o Programa Nacional de Proteção aos Defensores de Direitos Humanos. 
No dia 2 de março de 2005, Iriny foi indicada para a presidência da Comissão de Direitos Humanos da Câmara dos Deputados, tornando-se, assim, a primeira mulher a ocupar a presidência da comissão desde a sua criação. Em 2010, por indicação do PT, voltou a presidir a CDHM.
Apresentou a Emenda 34 ao PL 3.960/2008 em Dezembro de 2008, que, criava, no projeto que instituía o Ministério da Pesca, a "A Secretaria Especial dos Direitos Humanos tem como estrutura básica o Conselho de Defesa dos Direitos da Pessoa Humana, o Conselho Nacional de Promoção da Cidadania de Lésbicas, Gays, Bissexuais, Travestis e Transexuais" e o "Conselho Nacional de Promoção da Cidadania de Lésbicas, Gays, Bissexuais, Travestis e Transexuais.".
Em maio de 2009, assumiu a relatoria da CPI das Escutas Telefônicas Clandestinas, requerendo, no texto final da comissão, o indiciamento do banqueiro de um investimentos controlador de um banco no Brasil. 
Titular na Comissão de Ciência e Tecnologia, Comunicação e Informática, priorizou o debate sobre o pré-sal e tecnologia portuária. Também nesta comissão - e na CDHM - debateu a construção da Conferência Nacional de Comunicação (Confecom), tendo sido a primeira parlamentar a apresentar requerimento, em 2006, sugerindo sua realização.
Na Câmara dos Deputados presidiu a Comissão de Direitos Humanos e Minorias em 2005 e 2010.
Ligada à corrente "Articulação de Esquerda" do PT, integrou o governo Dilma Roussef ao comandar, com status de ministra, a Secretaria Especial de Políticas para as Mulheres. Deixou o cargo em 10 de fevereiro de 2012para disputar a eleição municipal de 2012 para prefeitura de Vitória., na qual ficou na terceira posição, com cerca de 19% dos votos, sendo derrotada em primeiro turno.
Em 2014, Iriny foi candidata a deputada federal pelo seu estado, porém não conseguiu ser eleita e recebeu apenas 43.858 votos.
Em 2018, Iriny foi candidata a deputada estadual pelo Espírito Santo, onde foi eleita com 18.349 votos.